# Evreii etiopieni
Evreii etiopieni sau Beta Israel (în limba gi'iz și limba tigrică ቢተ አሥራኤል, în limba amharică ቤተ እስራኤል Beta Israel = Casa lui Israel sau în transcriptie din limba ge'ez בֵּיתֶא יִשְׂרָאֵל, denumire alternativă:  የኢትዮጵያ አይሁድዊ ye-Ityoppya Ayhudi, în ebraică: יְהוּדֵי אֶתְיוֹפְּיָה Yehudey Etiopia)  sunt  o comunitate iudaică de rit antic care s-a dezvoltat și a trăit vreme de secole în aria Regatului Aksum și a Imperiului Etiopian. Majoritatea membrilor ei a emigrat în Israel la sfârșitul secolului al XX-lea.  
Evreii Beta Israel, care au fost frecvent denumiți de ceilalți etiopieni „falașa” sau falași, adică „venetici”, ,au trăit în nordul și nord-vestul Etiopiei, în peste 500 sate, risipite pe o arie întinsă, alături de etiopieni creștini, și uneori musulmani. 
Cea mai mare concentrare de sate ale lor se afla în aria din jurul și de la nordul lacului Tana, în regiunea Gondar - în districtele Wolkait, Shire, Tselemt, Dembia, Segelt, Quara și Belesa.
După legendă fiul regelui Solomon și al reginei din Saba, Menelik, a ajuns în Etiopia sau Abesinia (Țara Habaș din Biblie), împreună cu un urmaș al marelui preot Tzadok, pe nume Azaria, și au adus mesajul iudaismului în regiune. Ulterior urmașii lui Menelik au adoptat creștinismul în versiunea monofizită sau meiofizită.  
În secolul al IV-lea  s-a constituit într-o zonă din jurul Munților Samian o entitate iudaică independentă cunoscută ca „Țara evreilor” sau „a iudeilor” în vreme ce cea mai mare parte a Abisiniei s-a constituit într-un imperiu etiopian devenit creștin sub împăratul Ezana din Aksum. Zona dominată de adepți ai iudaismului era, după tradiție, condusă de o dinastie numită Gideon. 
Sub regina Gudit (Iudita) (960-1000), fiica lui Gedeon, această dinastie a cucerit capitala Aksum și a distrus imperiul Aksum, prigonind pentru o vreme scurtă biserica creștină etiopiană. În secolul al XIII-lea dinastia solomonidă creștină a crescut presiunile asupra evreilor locali, ca de exemplu în timpul împăratului Zera Yakob. La începutul secolului al XVII-lea regiunea cu predominanță iudaică a fost anexată definitiv la Imperiul etiopian.
În epoca cunoscută ca a renașterii etiopiene numeroși evrei locali s-au înrolat in administrația și în armata împăraților. În acelaș timp mulți alții s-au opus asimilării și au ales calea izolării și a evitării contactelor cu populația creștină (după legea numită atankon), chiar si cu prețul ostracizării sociale și al sărăcirii. În perioada cunoscută ca a Judecătorilor și a instabilității ce i-a urmat, iudaismul etiopian a suferit o înăsprire a prigoanei împotriva adepților săi. În 1862 o încercare de emigrare spre Țara Israelului sub conducerea lui Mehari Suthal s-a soldat cu moartea a mii de evrei. Mai apoi, o perioadă de 7 ani de secetă teribilă, războaie și epidemii, cunoscută ca „Vremea cea rea” (Kfu kan) a dus la pieirea a zeci de mii.
Comunitățile Beta Israel au fost izolate în cursul istoriei de restul evreilor și comunităților iudaice.
Ele au ajuns din nou în contact cu acestea la finele secolului al XIX-lea și în secolul al XX-lea și mai ales la sfârșitul acestuia.
La 14 martie 1977, după dezbateri teologice-halahice și juridice-constituționale, autoritățile Statului Israel au hotărât să aplice Legea Reîntoarcerii și în cazul comunităților Beta Israel din Etiopia. Guvernul Israelului, având și asistența administrației S.U.A a organizat emigrația în masă (aliyá) a evreilor etiopieni în cadrul mai multor operațiuni principale - între anii 1979-1990 Operațiunea Ahim (Frații), pe teritoriul Sudanului, inclusiv operațiunile cunoscute ca Moise (Moshe) și Iosua (Yehoshua), iar mai apoi in anii 1990 la Addis Abeba - Operațiunea Solomon (Shlomo) și altele. 
La finele anului 2008 locuiau în Israel 119.300 evrei etiopieni, din care circa 81.000 născuți în Etiopia și circa 38.500  născuți în Israel, care aveau cel puțin unul din părinți născut în Etiopia.

## Denumirea
În lungul secolelor evreii etiopieni au avut mai multe denumiri. Numele tradițional și oficial al comunității lor și care este folosit în prezent, este în limbile g'ez și amharică Beta Israel, cu semnificația de „Comunitatea sau Casa Israel”. El datează aproximativ din secolul al IV-lea, subliniază caracterul iudaic al ei, deosebind-o de populația creștină, Beta Khristian.
Acest nume a fost folosit înainte de stabilirea de legături între evreii din Etiopia și evreii din alte colțuri ale lumii.
În Etiopia și ulterior in lume, au fost cunoscuți adesea sub numele de Falasha, termen pejorativ însemnând „venetici” și care desemna din secolul al XV-lea pe dușmanii Imperiului Etiopian. Termenul acesta a mai fost folosit încă în deceniul 9 al secolului al XX-lea în literatura științifică.
Membrii comunității se autodenumeau „Israelwi”. Numele de „evrei” sau „iudei”  - „Ayhud” a fost evitat de ei multă vreme
pentru că avea o conotație negativă în rândul vecinilor creștini. Doar după întărirea contactelor dintre Beta Israel și restul evreilor din lume în secolul al XX-lea, au început să folosească și această denumire.